# NoePrimer
NoePrimer 是一款跨平台引物设计软件，可以把复杂的引物设计过程简单化，满足复杂而专业化的设计需要。NoePrimer为引物设计提供了简单的，直观的，图形化的模板和引物序列展示。它不但能进行常规PCR引物，杂交探针和测序引物的设计，同时，它还能进行多重PCR引物分析以及高通量的引物搜索和查找功能。

## 主要特点
- 图形化展示PCR产物，发夹结构，引物二聚体和错配
- 支持多重PCR的引物分析
- 高通量的多序列引物搜索功能
- 跟踪引物，可以轻易的把引物保存于引物库中，同时也可以轻易的从引物库里提取出您想要的引物
- 可直接浏览展示在模板序列上的特征，同时，也可以编辑，创造，和注释新的序列特征

## 外部連結
- NoeGen官方網站（页面存档备份，存于）
- List of phylogeny software（页面存档备份，存于），hosted at the University of Washington